# Budapešťský gambit
Budapešťský gambit je šachové zahájení, definované tahy:
1. d4 Jf6
2. c4 e5
Je zřídkakdy hrán na nejvyšší úrovni, ale je občas viděn mezi amatéry. Má dva ECO kódy A51 (1.d4 Jf6 2.c4 e5). a A52 (1.d4 Jf6 2.c4 e5 3.dxe5 Jg4). Černý obětuje minimálně dočasně jednoho pěšce. Bílý obvykle doufá že získá výhodu ve vývinu, zatímco černý získává zpět svého pěšce.
Hlavní varianta je 3.dxe5 Jg4, na což může následovat:
- Adlerova varianta 4.Jf3 a po 4...Sc5 5.e3 Jc6 má bílý lehkou výhodu díky ovládání centra pěšci
- Rubinsteinova varianta 4.Sf4 Jc6 5.Jf3 Sb4+, kde se bílý může pokoušet udržet pěšce navíc tahy 6.Jc3 De7 7.Dd5, ale po 7....Sxc3+ 8.bxc3 f6 má černý kompenzaci ve slabosti bílých pěšců dámského křídla. Proto je lepší 6.Jbd2!, kde po 6...De7 sice bílý pěšce e5 ztratí, ale po 7.a3 Jgxe5!? 8.Jxe5 (8.axb4?? Jd3 mat) 8....Jxe5 9.e3 Sxd2+ 10.Dxd2 má bílý mnohem lepší pozici díky dvojici střelců, jeho dalšími tahy bude Se2, 0-0, Vfd1, Vac1, Db4 a c5 se strašným tlakem na dámském křídle, kdežto na druhé straně černý nic reálného nemá.
- Aljechinova varianta 4.e4 Jxe5 5.f4, kdy se bílý snaží využívat potenciálu svých e i f pěšců.